# Las Rabonas
Las Rabonas è un comune argentino del dipartimento  di Dipartimento di San Alberto, nella provincia di Córdoba. È uno dei sette comuni della valle di Traslasierra e si trova ai piedi della catena montuosa Sierras Grandes.